# Saison 2012 des White Sox de Chicago
La saison 2012 des White Sox de Chicago est la 112e saison en Ligue majeure de baseball pour cette franchise.
Dirigés pour la première fois par Robin Ventura, les White Sox remportent six victoires de plus que l'année précédente et prennent le deuxième rang de la division Centrale de la Ligue américaine avec 85 gains et 77 défaites. Installés au premier rang pendant 126 jours, soit presque toute l'année, ils détiennent la position de tête sans interruption du 29 mai au 25 septembre, mais un déclin dans les dernières semaines les relègue en deuxième place, où ils terminent, trois matchs derrière les Tigers de Détroit. Ils ratent les séries éliminatoires pour la quatrième saison de suite.

## Contexte
Espérant décrocher un championnat de division en 2011, les White Sox retombent vite sur terre en se retrouvant onze matchs sous la barre des, 500 et quelque 10 parties de la tête en mai. Malgré leurs efforts subséquents, ils sont incapables de véritablement s'inviter dans la course et terminent 3e dans la division Centrale de la Ligue américaine derrière Detroit et Cleveland, avec 79 victoires et 83 défaites. Ils encaissent 9 défaites de plus que la saison précédente et rate les séries éliminatoires pour la 3e fois en 3 ans. Le frappeur de puissance Adam Dunn déçoit particulièrement avec une risible moyenne au bâton de, 159 à sa première année à Chicago. En toute fin de saison, la page se tourne sur une époque : celle du manager Ozzie Guillén qui quitte son poste après 8 ans à la barre du club pour aller diriger les Marlins de Miami.

## Intersaison

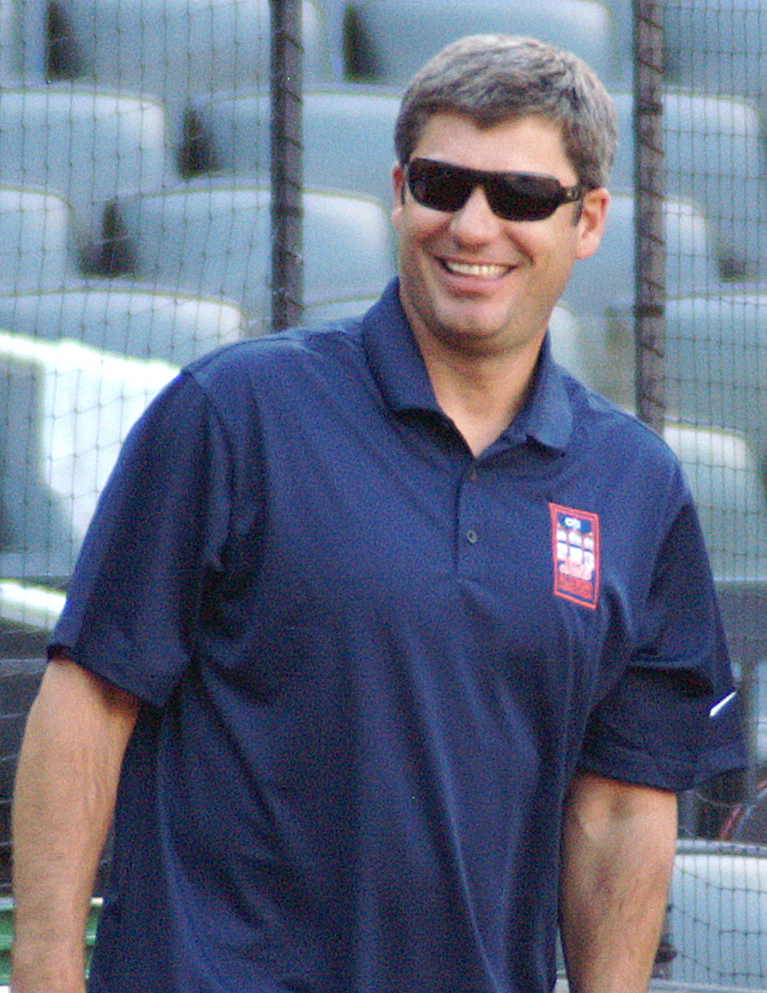
Robin Ventura.

Le 6 octobre 2011, les White Sox annoncent que Robin Ventura, sans aucune expérience préalable comme gérant, ni dans les ligues mineures ni dans les majeures, succède à Ozzie Guillén et devient la 39e personne à occuper ces fonctions dans l'histoire de la franchise.
Durant l'intersaison, le lanceur partant Mark Buerhle devient agent libre. Le vétéran de 12 saisons, toutes avec Chicago, est approché par les Marlins de Miami et les White Sox décident de ne pas concurrencer l'offre de l'équipe de Floride : Buerhle signe en décembre un contrat de 58 millions de dollars pour quatre ans avec les Marlins. Alors qu'on croit les Sox engagés sur la voie de la reconstruction après une décevante année et l'abandon de leur meilleur lanceur, le club prolonge pourtant à la fin décembre le contrat du partant John Danks pour cinq ans et 65 millions.
Après deux saisons chez les White Sox, Omar Vizquel part pour Toronto et le voltigeur Juan Pierre, lui aussi membre des Sox depuis deux ans, rejoint les Phillies de Philadelphie.
Le 31 décembre, le voltigeur Carlos Quentin, est après 4 saisons à Chicago échangé aux Padres de San Diego contre deux joueurs des ligues mineures, le lanceur droitier Simón Castro et le lanceur gaucher Pedro Hernández. Le 1er janvier 2012, les Sox échangent le lanceur de relève droitier Jason Frasor aux Blue Jays de Toronto contre deux droitiers des ligues mineures, Myles Jaye et Daniel Webb.
Le réserviste au premier but Dan Johnson n'est pas retenu par les Rays de Tampa Bay et signe un contrat avec les White Sox le 3 février.
Le 14 février, le voltigeur et agent libre Kosuke Fukudome, échangé des Cubs de Chicago aux Indians de Cleveland durant la dernière année de son contrat en 2011, accepte une entente d'une saison avec les White Sox.
Le 25 mars, Chicago obtient par transaction le voltigeur Greg Golson, qui participe alors au camp d'entraînement des Royals de Kansas City. Libéré par les Rangers du Texas durant l'entraînement de printemps 2012 de ces derniers, Conor Jackson, qui peut jouer tant à l'avant-champ qu'au champ extérieur, rejoint les White Sox le 31 mars.

## Calendrier pré-saison
L'entraînement de printemps des White Sox s'ouvre en février et le calendrier de matchs préparatoires précédant la saison s'étend du 5 mars au 4 avril 2012.

## Saison régulière

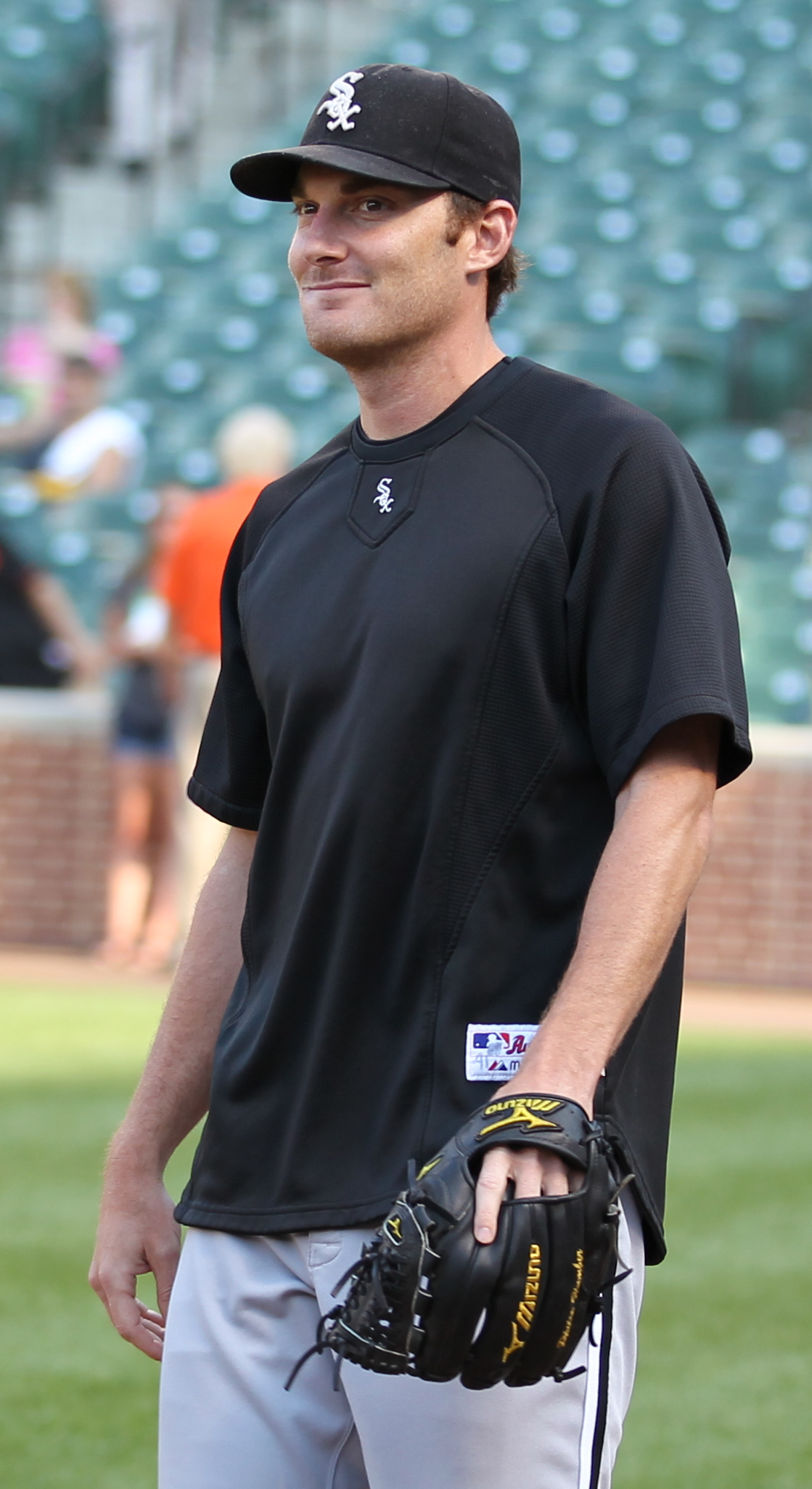
Philip Humber lance le 21e match parfait de l'histoire du baseball majeur le 21 avril 2012.

La saison régulière des White Sox se déroule du 6 avril au 3 octobre 2012 et prévoit 162 parties. Elle débute par une visite aux Rangers du Texas, puis le match d'ouverture à Chicago a lieu le 13 avril contre les Tigers de Detroit.

### Avril
- 21 avril : À Seattle, le lanceur droitier Philip Humber lance le 21e match parfait de l'histoire, retirant dans l'ordre les 27 frappeurs des Mariners dans une victoire de 4-0[19]. C'est le deuxième match parfait réussi dans l'histoire des White Sox après celui de Mark Buehrle en 2009.

### Mai
- 2 mai : Jake Peavy est nommé lanceur par excellence du mois d'avril dans la Ligue américaine[20].

### Juillet
- 21 juillet : Les White Sox échangent deux joueurs des ligues mineures et s'engagent à céder ultérieurement aux Astros de Houston un autre joueur en retour du lanceur de relève Brett Myers[21].
- 28 juillet : Les White Sox font l'acquisition du lanceur gaucher Francisco Liriano en échangeant aux Twins du Minnesota le joueur d'avant-champ Eduardo Escobar et le lanceur gaucher des ligues mineures Pedro Hernandez[22].

### Classement
| Ligue américaine (Division Centrale) | V  | D  | %    | Diff. |
| ------------------------------------ | -- | -- | ---- | ----- |
| Tigers de Détroit                    | 88 | 74 | ,543 | -     |
| White Sox de Chicago                 | 85 | 77 | ,525 | 3     |
| Royals de Kansas City                | 72 | 90 | ,444 | 16    |
| Indians de Cleveland                 | 68 | 94 | ,420 | 20    |
| Twins du Minnesota                   | 66 | 96 | ,407 | 22    |

## Affiliations en ligues mineures
| Niveau            | Équipe                  | Ligue                   |
| ----------------- | ----------------------- | ----------------------- |
| AAA               | Knights de Charlotte    | Ligue internationale    |
| AA                | Barons de Birmingham    | Southern League         |
| A-Advanced        | Winston-Salem Dash      | Carolina League         |
| A                 | Kannapolis Intimidators | South Atlantic League   |
| Ligue des recrues | White Sox de Bristol    | Appalachian League      |
| Ligue des recrues | Great Falls Voyagers    | Pioneer League          |
| Ligue des recrues | DSL White Sox           | Dominican Summer League |